# Państwowy Uniwersytet Rolniczy w Irkucku
Państwowy Uniwersytet Rolniczy w Irkucku (ros. Иркутский Государственный Аграрный Университет им. А.А. Ежевского) – rosyjska wyższa szkoła rolnicza, zlokalizowana w Irkucku na Syberii.
Szkoła powstała w 1934, jako kuźnia kadr dla lokalnego rybołówstwa, leśnictwa i rolnictwa. Z czasem profil nauczania został rozszerzony o inne kierunki niż rolnicze - m.in. o elektryfikację, nauki biologiczne, weterynarię, czy ekonomię. W 2011 na sześciu wydziałach uczyło się 9000 studentów (3000 niestacjonarnych). Studia były odpłatne (w 60% czesne pokrywało państwo). Akademia miała 72 aspirantów (doktorantów), zatrudniała około tysiąc osób (369 nauczycieli akademickich). 252 nauczycieli było kandydatami nauk (posiadało doktorat), a 48 to profesorowie. Jednostopniowe studia trwały pięć lat. Kształcono w 29 specjalnościach. Najpopularniejsze z nich to: bankowość, gospodarka gruntami i rachunkowość. 90% kosztów badań uczelni pokrywało państwo rosyjskie (300 milionów rubli w 2008). Uczelnia wydaje około 600 publikacji (¼ w pismach ogólnokrajowych) i 10 patentów rocznie. Rektorem jest prof. Jurij Jewgenowicz-Waszukiewicz.